# 1808 en Grèce ottomane
Chronologie de la Grèce ottomane
- 1804
- 1805
- 1806
- 1807
- 1808
- 1809
- 1810
- 1811
- 1812

Cette page concerne les évènements survenus en 1808 en Grèce ottomane  :

## Naissance
- Spyrídon Andoniádis (el), personnalité politique.
- Dimítrios Bótsaris, combattant de la guerre d'indépendance et personnalité politique.
- Nikólaos Georgakópoulos (el), combattant pour l'indépendance.
- Sophoklís Ikonómos (el), médecin, philosophe et théologien.
- Hyacinthe Klosé, clarinettiste et compositeur français, professeur au Conservatoire de Paris.
- Geórgios Prináris (el), professeur d'université.
- Saint Georges d'Ioannina (el), saint de l'Église orthodoxe orientale.
- Marís Valliános (el), marchand grec, armateur, bienfaiteur national de la Grèce.
- Ioánnis Vourós (el), médecin et professeur d'université.

## Décès
- Kosmás Balános (el), mathématicien.
- Dimítris de Samarine (bg), martyr et saint grec.
- Nikítas de Serrès (bg), prêtre, martyr et saint de l'Église de Grèce